# ترنس اپیتلیال فوتورفرکتیوکراتکتومی
ترنس اپیتلیال فوتورفرکتیوکراتکتومی به انگلیسی: Photorefractive keratectomy؛ به اختصار: ترنس پی ارکی یا TransPRK) یک روش لیزری جراحی چشم انسان برای اصلاح عیوب انکساری قرنیه است. در این روش، جهت اصلاح توان اپتیک چشم، با استفاده از لیزر اگزایمر قسمتی از لایه بیرونی قرنیه (اپیتلیوم) و نیز لایه بافت زمینه‌ای آن (استروما) برداشته می‌شود. از این تکنیک جراحی می‌توان برای اصلاح نزدیک‌بینی دوربینی و آستیگماتیسم استفاده کرد.
این روش جراحی در حقیقت نوعی از فوتورفرکتیو کراتکتومی (به اختصار: PRK) است که در آن به جای دبریدمان مکانیکی یا استفاده از الکل، از لیزر برای برداشتن اپیتلیوم قرنیه استفاده می‌شود. در این تکنیک از یک نرم‌افزار کامپیوتری برای محاسبهٔ عمق مورد نیاز برش قرنیه با توجه به مشخصات دموگرافیک و اپتیکال بیمار استفاده می‌شود. در طول جراحی، یک سیستم کامیپیوتری چشم بیمار را به صورت پیوسته تعقیب می‌کند تا اشعه لیزر را به درستی بر روی منطقه برش بیندازد. در این جراحی فقط بی‌حسی موضعی انجام می‌شود و نیازی به بیهوشی عمومی وجود ندارد.

## تاریخچه ترنس پی‌آرکی در ایران
نتایج TransPRK برای اولین بار در دههٔ ۱۹۹۰ منتشر شد. در سال ۱۹۹۲ مشخص شد که TransPRK باعث خزان یاخته‌ای (مرگ برنامه‌ریزی شده سلولی) در اپیتلیوم قرنیه چشم میمون نمی‌شود. نتایج بالینی TransPRK در سال ۱۹۹۵ برای اولین بار توسط Gimbel و همکارانش در کانادا منتشر شد. بعد از آن مطالعه‌های اندکی در این مورد منتشر شد تا اینکه در سال‌های اخیر دکتر سهیل ادیب مقدم و همکارانش در ایران و آلمان بررسی‌های بسیار کامل و دنباله داری بر روی نتایج بالینی این روش جراحی در گروه‌های مختلف بیماران انجام دادند و پروفایل دانش مبتنی بر شاهد این روش جراحی را بسیار کامل کردند. این اطلاعات مبتنی بر شاهد جایگاه این روش جراحی را در کنار دیگر تکنیک‌های جراحی لیزر رفع عیوب انکساری کاملاً تثبیت و آن را به عنوان گزینه‌ای بهتر برای بیماران معرفی کرد. مطالعات تحقیقاتی منتشر شده در مورد TransPRK در ایران توسط مرکز تحقیقاتی به همین اسم (TransPRK Research Center) انجام شده‌است که در سال ۱۳۹۰ توسط ادیب مقدم بنیان‌گذاری شده بود. این مرکز به صورت فعال مشغول جمع‌آوری اطلاعات بیماران و آنالیز آن‌ها برای توسعه دادن هر چه بیشتر جوانب مختلف این تکنیک جراحی است.

## ترنس پی‌آرکی در مقایسه با دیگر انواع دیگر پی‌آرکی
برخلاف دیگر انواع PRK، در این تکنیک، هیچ ابزار یا ماده شیمیایی با چشم تماس پیدا نمی‌کند. همچنین مدت زمان کل عمل کوتاهتر است. ترمیم سریعتر اپیتلیوم، ایجاد درد کمتر و کدورت قرنیه کمتر به عنوان مزایای این نوع از PRK نسبت به انواع دیگر گزارش شده‌است. در گزارش نتایج این عمل، تا ۶۶ درصد از بیماران به حدت بینایی supervision (حدت بینایی اصلاح نشدهٔ بالاتر از ۲۰/۲۰) دست یافته‌اند. همچنین نتایج پژوهش‌ها حاکی از این هستند که این روش جراحی باعث القای بی نظمی‌های رده بالاتر (higher order aberration) در قرنیه بیمار نمی‌شود.

## انواع ترنس پی‌آرکی
- روش دو مرحله‌ای: در این روش، ابتدا با استفاده از لیزر فوتوتراپیوتیک (PTK) اپیتلیوم برداشته می‌شود. پس از آن استروما با روش معمول PRK برداشته می‌شود.[۱۴][۱۵]
- روش تک مرحله‌ای: روش جدیدی است که طی آن اپیتلیوم و استروما تواماً توسط لیزر در یک مرحله برداشته می‌شوند.[۱]
  - TransPRK اصلاح شده (Refined TransPRK): روش اصلاح شده‌ای از نوع تک مرحله‌ای است. ویژگی بارز این روش این است که نوموگرامی طراحی شده‌است که در آن تمام ویژگی‌های بیمار (خصوصیات دموگرافیک و نیز مشخصات اپتیکال چشم) به صورت گسترده و کاملی بررسی و مدنظر قرار می‌گیرد و مختصات نرم‌افزار هدایت‌کننده لیزر جراحی، بر اساس این ویژگی‌ها انتخاب می‌شود. نوموگرام طراحی شده در این روش جراحی باعث می‌شود هر جراحی انجام شده برای یک چشم، با چشم دیگر متفاوت باشد.[۱][۷][۱۳]

مزایای روش تک مرحله‌ای نسبت به روش دومرحله‌ای شامل موارد زیر است: 
۱. در روش دو مرحله‌ای، PTK به صورت غیراختصاصی انرژی برابری به قسمت‌های مختلف سطح قرنیه می‌رساند در حالیکه در روش یک مرحله‌ای میزان انرژی تابانده شده و عمق برش لیزر با در نظر گرفتن نقشه ضخامت سطح قرنیه انجام می‌شود.
۲. در روش پیوسته تک مرحله‌ای، تاخیری بین برش اپیتلیوم و استروما وجود ندارد که خطر دهیدراسیون را کاهش می‌دهد.
۳. در روش تک مرحله‌ای، برش استروما قبل از اپیتلیوم انجام می‌شود که این عامل باعث صافی هر چه بیشتر سطح اپیتلیوم می‌شود.